# سید مسعود حسینی (مترجم)
سید مسعود حسینی (زادهٔ ۱۳۶۶ در تهران) مدرس، مؤلف و مترجم حوزهٔ فلسفهٔ غرب است. حوزه‌های تخصصی او ایدئالیسم آلمانی و پدیدارشناسی است. از او تاکنون ترجمه‌هایی از آثار یوهان گوتلیب فیشته و فریدریش ویلهلم یوزف شلینگ، و همچنین شرح‌هایی بر فلسفهٔ هگل، فیشته، نیچه، لایب‌نیتس، شلایرماخر، دیلتای و هایدگر به فارسی منتشر شده است. وی همچنین به همراه محمدمهدی اردبیلی پدیدارشناسی روح را از زبان آلمانی به فارسی برگردانده است.

## تحصیلات
او دورهٔ کارشناسی مهندسی کامپیوتر را در دانشگاه اراک (۱۳۸۹) و دورهٔ کارشناسی ارشد (۱۳۹۲) و دکترای (۱۳۹۷) فلسفه را در دانشگاه تهران، به راهنمایی سیدمحمدرضا حسینی بهشتی، گذراند. پایان‌نامهٔ کارشناسی ارشد او دربارهٔ فلسفهٔ فیشته و رسالهٔ دکتری‌اش دربارهٔ بحث حقیقت نزد افلاطون، هایدگر و گادامر بوده است.

## جوایز
او برای ترجمهٔ کتاب ایدئالیسم هگل: خشنودی‌های خودآگاهی اثر رابرت پیپین در سال ۱۳۹۹ برگزیدهٔ جشنوارهٔ کتاب سال دانشجویی شد.
او همچنین برای ترجمهٔ کتاب هگل اثر فردریک بیزر منتخبِ بیست‌وچهارمین دورهٔ کتاب فصل جمهوری اسلامی ایران شد.
حسینی برای ترجمهٔ کتاب بنیاد حق طبیعی براساس اصول آموزهٔ دانش هم در سی و هشتمین دوره کتاب سال جمهوری اسلامی ایران، شایستهٔ تقدیر شناخته شد.
او همچنین برای رسالهٔ دکتری خود، حقیقت نزد افلاطون از منظر هایدگر و گادامر، برگزیدهٔ دوازدهمین دورهٔ جشنوارهٔ فارابی شد.

## نقد
حامد صفاریان ترجمهٔ کتاب بنیاد آموزهٔ فراگیر دانش را مفصلاً نقد کرده است.
نشست بررسی این کتاب نیز در شهر کتاب برگزار شد و محمدرضا بهشتی و میثم سفیدخوش به نقد ترجمهٔ حسینی پرداختند.
علی مرادخانی و محمدتقی طباطبایی نیز ترجمهٔ کتاب هگل اثر بیزر را بررسی کرده‌اند.

## کتاب‌ها

### تألیف
- فلسفه و حقیقت: رویارویی هایدگر و گادامر در تفسیر آموزهٔ افلاطون، سید مسعود حسینی، تهران: شب‌خیز، ۱۳۹۷ (چاپ دوم، ۱۳۹۹).
- ایدئالیسم آلمانی: کانت، فیشته، شلینگ، هگل، محمد مهدی اردبیلی و سید مسعود حسینی، تهران: سمت، ۱۳۹۸.

### ترجمه
- لایب‌نیتس، نیکولاس جالی، سید مسعود حسینی (مترجم)، تهران: ققنوس، ۱۳۹۱ (چاپ دوم، ۱۳۹۹).
- هگل، فردریک بیزر، سید مسعود حسینی (مترجم)، تهران: ققنوس، ۱۳۹۱ (چ چهارم، ۱۳۹۸).
- نظریهٔ سوبژکتیویته در فلسفهٔ فیشته، فردریک نویهاوزر، سید مسعود حسینی (مترجم)، تهران: ققنوس، ۱۳۹۲.
- در هزارتوی نیچه، الن وایت، سید مسعود حسینی (مترجم)، تهران: ققنوس، ۱۳۹۳.
- برادران شلگل (دانشنامه فلسفه استنفورد)، کاتیا د. هی و آلن اسپیت، سید مسعود حسینی (مترجم)، تهران: ققنوس، ۱۳۹۶ (چاپ دوم، ۱۳۹۸).
- زیبایی‌شناسی آلمانی در قرن هجدهم (دانشنامه فلسفه استنفورد)، پل گایر، سید مسعود حسینی (مترجم)، تهران: ققنوس، ۱۳۹۴.
- زیبایی‌شناسی هایدگر (دانشنامه فلسفه استنفورد)، ایئن تامسون، سید مسعود حسینی (مترجم)، تهران: ققنوس، ۱۳۹۵.
- مارتین هایدگر (دانشنامه فلسفه استنفورد) مایکل ویلر، سید مسعود حسینی (مترجم)، تهران: ققنوس، ۱۳۹۵.
- شلایرماخر (دانشنامه فلسفه استنفورد) مایکل فورستر، سید مسعود حسینی (مترجم)، تهران: ققنوس، ۱۳۹۵.
- دیلتای و یورک (دانشنامه فلسفه استنفورد) رودلف مکریل و اینگو فارین، سید مسعود حسینی (مترجم)، تهران: ققنوس، ۱۳۹۶.
- فیشته (دانشنامه فلسفه استنفورد)، دنیل بریزیل، سید مسعود حسینی (مترجم)، تهران: ققنوس، ۱۳۹۴.
- نیچه: زندگی به‌منزلهٔ ادبیات، الکساندر نهاماس، سید مسعود حسینی (مترجم)، تهران: مرکز، ۱۳۹۵.
- عصر ایدئالیسم آلمانی، رابرت سالمن و کتلین ام. هیگینز، سید مسعود حسینی (مترجم)، تهران: حکمت، ۱۳۹۵.
- بنیاد آموزهٔ فراگیر دانش، یوهان گوتلیب فیشته، سید مسعود حسینی (مترجم)، تهران: حکمت، ۱۳۹۵.
- نظام آموزهٔ اخلاق بر اساس اصول آموزهٔ دانش، یوهان گوتلیب فیشته، سید مسعود حسینی (مترجم)، تهران: مرکز، ۱۳۹۶.
- بنیاد حق طبیعی بر اساس اصول آموزهٔ دانش، یوهان گوتلیب فیشته، سید مسعود حسینی (مترجم)، تهران: ققنوس، ۱۳۹۸.
- در باب روح و لفظ در فلسفه (رساله‌ای در زیبایی‌شناسی)، یوهان گوتلیب فیشته، سید مسعود حسینی (مترجم)، تهران: شب‌خیز، ۱۳۹۸.
- در باب تاریخ فلسفهٔ جدید، فریدریش ویلهلم یوزف شلینگ، سید مسعود حسینی (مترجم)، تهران: شب‌خیز، ۱۳۹۷.
- نظام ایدئالیسم استعلایی، فریدریش ویلهلم یوزف شلینگ، سید مسعود حسینی (مترجم)، تهران: نی، ۱۳۹۹.
- ایدئالیسم هگل: خشنودی‌های خودآگاهی، رابرت پیپین، سید مسعود حسینی (مترجم)، تهران: کرگدن، ۱۳۹۹.
- از هایدگر تا گادامر، در مسیر هرمنویتیک، ژان گروندن، سید محمدرضا حسینی بهشتی و سید مسعود حسینی (مترجم)، تهران: نی، ۱۳۹۹.
- فلسفهٔ رنسانس، براین پی. کوپنهاور و جارلز بی. اشمیت، سید مسعود حسینی (مترجم)، تهران: سمت، ۱۳۹۹
- پدیدارشناسی روح، گئورگ ویلهلم فریدریش هگل، سید مسعود حسینی و محمد مهدی اردبیلی (مترجم)، تهران: نی، ۱۳۹۹
- بنیانگذاری برای مابعدالطبیعه‌ی اخلاق، ایمانوئل کانت، سید مسعود حسینی (مترجم)، تهران: نی، ۱۴۰۰
- نامه‌هایی در تربیت زیبایی‌شناختی انسان، فریدریش شیلر، سید مسعود حسینی (مترجم)، تهران: بیدگل، ۱۴۰۰
- جایگاه زیبایی در عالم هنر، الکساندر نهاماس، سید مسعود حسینی (مترجم)، تهران: ققنوس، ۱۴۰۰
- نظریهٔ رهایی، کریستوف منکه، سید مسعود حسینی (مترجم)، تهران: نشر نی، ۱۴۰۳

### ویرایش
- تاریخ فلسفه غرب (۲): اندیشه در دورهٔ میانه، دیوید لاسکم، ترجمهٔ میثم سفیدخوش، تهران: سمت، ۱۳۹۹